# Dorota
Dorota (auch Dorotha) ist ein weiblicher Vorname.

## Herkunft und Bedeutung
Dorota ist die polnische Form von Dorothea.
Dorota = die Gottgesandte  griechisch: doron = das Geschenk   Theos = Gott

## Berühmte Namensträger
- Dorota Bárová (* 1975) und Andrea Konstankiewicz (* 1972), siehe Tara Fuki, tschechisches Cellistinnen-Duo
- Dorota Gardias, Vorsitzende der Polnischen Gewerkschaft der Krankenschwestern und Hebammen
- Dorota Masłowska (* 1983), polnische Schriftstellerin
- Dorota Mogore-Tlałka (* 1963), polnische Slalom-Skirennläuferin
- Dorota Rabczewska (Doda oder Doda Elektroda; * 1984), polnische Sängerin
- Dorota Siudek (* 1975), polnische Eiskunstläuferin